# Apterodon
Apterodon — викопний рід гієнодонтидних ссавців, який жив із середини еоцену до епохи олігоцену. За винятком типового виду, A. gaudryi (Німеччина й Кенія), всі види Apterodon відомі з Африки.
Унікальний серед гієнодонтид, це був напівводний викопний ссавець. Він мав сильні передні кінцівки, які були добре підготовлені для копання, тоді як хвіст, тулуб і задні кінцівки демонструють пристосування, подібні до інших водних ссавців. Зубний ряд був пристосований для харчування здобиччю безхребетних з твердим панциром, наприклад, ракоподібними та молюсками. Ймовірно, він мешкав уздовж узбережжя Африки.